# ФК Гибралтар Юнайтед
Гибралтар Юнайтед (на английски: Gibraltar United F.C.) е полупрофесионален футболен отбор от Гибралтар, задморска територия на Великобритания. Основан през 1943 година. Играе в Гибралтарска първа дивизия. Мачовете си играе на стадион „Виктория“.
Клубът е слят през 2011 година с отбора на „Лайънс“.

## История
Клубът е бил основан от гибралтарски военнослужещи, останали в Гибралтар по време на Втората световна война, в това време, когато гражданското население е било евакуировано. Футболните мачове във военно време са се провеждали срещу отбори от британските полкове и други воински формации, намиращи се на полуострова.
До сливането си с „Лайънс“ през 2011 година „Гибралатар Юнайтед“ е завоювал 11 шампионски титли. През 2014 година клубът е бил отново възстановен и заявен за участие във втора дивизия. Завоювал първото място във второто ниво, клубът получава право да играе в премиер дивизион, от началото на сезон 2015/16.

## Успехи
- Гибралтарска първа дивизия
  -  Шампион (11): 1946/47, 1947/48, 1948/49, 1949/50, 1950/51, 1953/54, 1959/60, 1961/62, 1963/64, 1964/65, 2001/02
- Гибралтарска втора дивизия
  -  Шампион (11): 2014/15
- Купа на Скалата
  -  Носител (4): 1947, 1999, 2000, 2001